# Synarmosepalum
Synarmosepalum es un género que tiene asignada dos especies de orquídeas, de la tribu Dendrobieae de la familia (Orchidaceae). Son nativas de Filipinas. 

## Especies
- Synarmosepalum heldiorum
- Synarmosepalum kittredgei